# 魏澹
魏澹（580年—645年），字彦深，巨鹿下曲阳（今晋县）人。
祖魏鸞，北魏時官光州刺史。魏收族弟。魏澹博涉經史，北齐为殿中侍御史、殿中郎中、中书舍人。入隋後，任行台礼部侍郎、散骑常侍、太子舍人、著伯郎等职。隋文帝以魏收所撰书褒貶失实，诏魏澹别撰《魏史》九十二卷，惜書久佚。太子楊勇很禮遇他，令注《庾信集》，又撰有《笑苑》、《词林集》。

## 延伸阅读
[在维基数据编辑]
 《隋書·卷58》，出自魏徵《隋书》